# Bruce Frederick Hansen
Bruce Frederick Hansen ( 1944 ) es un botánico estadounidense Desarrolla actividades científicas y académicas en la Universidad del Sur de Florida.

## Algunas publicaciones

### Libros
- 2011. Guide to the Vascular Plants of Florida. Con Richard P. Wunderlin. 3ª ed., ilustrada de Univ. Press of Florida, 783 pp. ISBN 0813035430, ISBN 9780813035437

- La abreviatura «B.F.Hansen» se emplea para indicar a Bruce Frederick Hansen como autoridad en la descripción y clasificación científica de los vegetales.[2]